# Nomina Anatomica Veterinaria
La Nomina Anatomica Veterinaria (a menudo abreviada como NAV) es una nomenclatura estandarizada. Está elaborado por la Asociación Mundial de Anatomistas Veterinarios (WAVA). Se utiliza como referencia estándar para la terminología anatómica en el campo de las ciencias veterinarias acerca de los mamíferos domésticos (los términos para las aves domésticas se describen en la Nomina Anatomica Avium). Se basa en gatos, perros, cerdos, vacas, ovejas, cabras, conejos y caballos, siendo los caballos sus principales sujetos de estudio

## Historia
Los anatomistas veterinarios se separaron en el 5º Congreso Internacional del Comité Internacional de Nomenclatura Anatómica en París en 1955, debido a desacuerdos sobre la Nomina Anatomica. Siguiendo una sugerencia del profesor Clement Bressou en 1957 en Friburgo (Alemania), forman el Comité Internacional de Nomenclatura Anatómica Veterinaria, rebautizado como Asociación Mundial de Anatomistas Veterinarios en 1961 (World Association of Veterinary Anatomists). En 1968 publican la primera edición de la Nomina Anatomica Veterinaria (NAV).
Ha habido seis ediciones de la NAV, la última en 2017. La cuarta edición, publicada en 1994, fue la última edición impresa comercialmente, la quinta y sexta edición están disponibles en pdf.